# Vinaccia (família)
La família Vinaccia és la dinastia de lutiers napolitans més antiga: la mandolina més antiga que va sobreviure, signada com a Filius Januari Vinaccia, data del 1752 i les darreres del 1914. Aquestes mandolines solen tenir incrustacions i fils d’ivori i de nacre al llarg del diapasó i el mànec. Pasquale Vinaccia va ser el responsable de l'aplicació de cordes d'acer harmòniques, substituint les de llautó i tripa utilitzades fins a principis del segle xix. Encara avui a Nàpols molts músics toquen instruments de Vinaccia, com Corrado Sfogli, director artístic de la Nuova Compagnia di Canto Popolare.

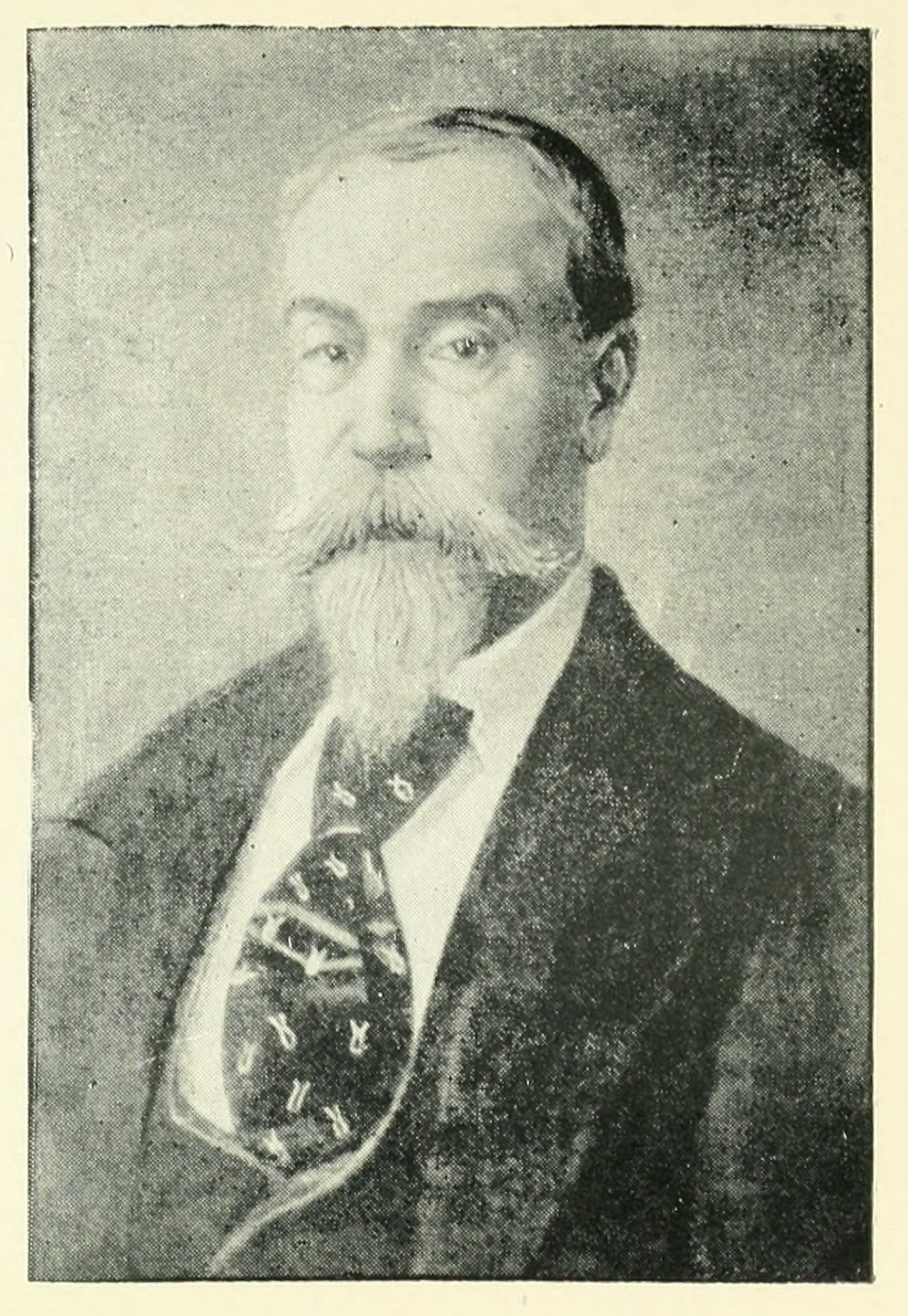
Pasquale Vinaccia

## Descripció i història
La botiga familiar era a Nàpols, a la Rua Catalana, 46. Igual que els altres lutiers napolitans, els Vinaccia van construir tant instruments pinçats (mandolines i guitarres) com instruments amb arc per als quals van utilitzar el model del Gagliano, fundadors de l'escola napolitana de fabricació de violí.

### Primera generació
- Nicola Vinaccia, hi ha poques notícies d’ell.
- Antonio I Vinaccia, actiu entre 1734 i 1781.
- Gaetano I Vinaccia és considerat l’inventor de la mandolina napolitana, de la qual va construir el prototip el 1744. També va produir instruments de corda fregada (violins i violoncel) molt buscats pel mercat d’antiguitats, com els de Gagliano, de Gennaro Fabricatore, de Calace. Una de les seves primeres peces de guitarra amb sis cordes[1] porta una etiqueta amb aquesta inscripció: Gaetanus Marc fecit Neapoli El 1798 Rua Catalana.
- Giuseppe I Vinaccia. Un exemplar de mandolina, que va construir el 1763, es troba al Kenneth G. Fiske Museum of Musical Instruments de Claremont, Califòrnia.

### Segona generació
- Gennaro I Vinaccia, fill de Giuseppe I, actiu entre 1755 i 1778.
- Gaetano II Vinaccia, fill de Giuseppe I, actiu entre 1779 i 1821. Una de les seves guitarra-lira es troba a la sala 44 del Palau de Capodimonte.
- Mariano Vinaccia, fill de Giuseppe I, actiu a finals del segle xviii.

### Tercera generació
- Antonio II Vinaccia, fill de Gennaro I, actiu entre 1734 i 1796. Un exemplar de mandolina, construït per Antonio Vinaccia el 1772, es troba ara al Victoria and Albert Museum de Londres, i una altra al Museu de la Música de Barcelona.[2]
- Giovanni I Vinaccia, fill de Gennaro I, actiu 1767-1777. Una mandolina seva es conserva al Museu de la Música de Barcelona.[2]
- Vincenzo Vinaccia, fill de Gennaro I, tenia una botiga a Calata de l'Ospedaletto, 20 anys. Actiu entre el 1769 i el 1785 com a constructor de violins, guitarres i mandolines. Un exemplar seu es conserva al Museu de la Música de Barcelona.[2]

### Quarta generació
- Pasquale Vinaccia, fill de Gaetano II (Nàpols, 20 de juliol de 1806- 1885?). Va construir excel·lents mandolines, també per a la reina Margarida de Savoia. Les seves són les primeres mandolines muntades amb cordes d’acer i mecànica.

### Quinta generació
A la mort de Pasquale Vinaccia, que es va produir cap al 1883, els seus fills el van succeir.
- Gennaro II Vinaccia.
- Achille Vinaccia (les primeres etiquetes conegudes daten de 1884).
- Altres membres de la família es van instal·lar sols, com Giuseppe II Vinaccia, el germà de Pasquale Vinaccia, en les etiquetes del qual llegíem Gaetano, en referència a Gaetano II Vinaccia, ja que un altre Gaetano (III) encara estava actiu en aquell moment.

A més de Gaetano III, els instruments del qual van ser tocats pel virtuós Ernesto Rocco (vegeu Model Rocco) trobem:
- Antonio III Vinaccia, actiu a finals del segle xix, del qual es coneix una mandolina.
- Gaetano III Vinaccia, últim de la dinastia, va construir mandolines, guitarres i instruments de corda fregada. En una mandolina construïda per ell, es va trobar aquesta dedicatòria, escrita amb tinta, dins de la caixa: A la Santa Verge Immaculada Gaetano Vinaccia va fer Nàpols el 1886.

### Músics de la família Vinaccia
- Carlo Munier, músic, es va casar primer amb Luisa De Fonseca i, després, amb Armida Bastianini. Va ser confiat a la cura del seu avi matern Pasquale Vinaccia, de qui el jove va assimilar la seva passió per la música.